# 丘元榮
丘元榮（Hioe Njan Joeng，1897年—1978年），出生于廣東省嘉应州雁洋镇長教村，十六岁時前往印尼創業成功，著名僑領，曾任印尼巴城（今雅加逹）中華總會主席。
抗日戰爭期間大力支持民國政府而受到蔣介石的接見，至1978年逝世時，台灣仍派員前往印尼吊唁。

## 家庭
丘元榮為長子，有四兄弟，父親是丘宏瑞（與丘燮亭為堂兄弟），堂弟丘佐榮。